# جنبش شهر زیبا

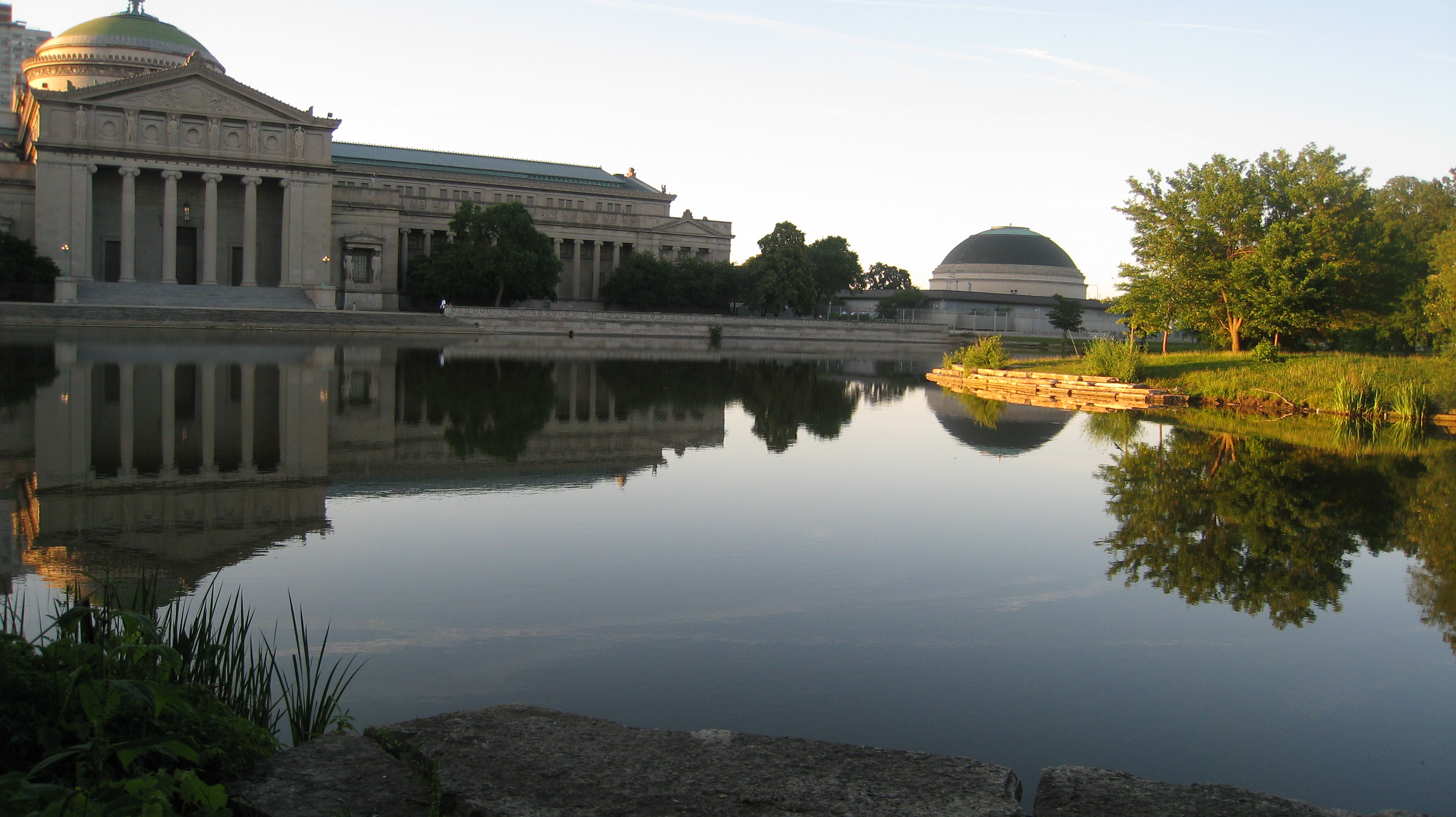
ساختمان (شهر سفید) در نمایشگاه جهانی کلمبیا (۱۸۹۳) به‌طور گسترده‌ای جنبش شهر زیبا را نمایش داده و آن را الهام‌بخشید و بر معماری ساختار هنرهای زیبای مثلاً ساختمان موزه علم و صنعت تأثیر گذاشت.

جنبش شهر زیبا، جنبشی بود که فلسفه‌‏اش اصلاح معماری و برنامه‌ریزی شهری در آمریکای شمالی بود و در طول دهه‌های ۱۸۹۰ و ۱۹۰۰ باهدف ایجاد ساختمان‌های مجلل و زیباسازی شده و به‌یادماندنی در شهرها مطرح شد. این جنبش که در اصل به‌طور عمده در شیکاگو، کلیولند، دیترویت، و واشینگتن دی سی پیشرفت کرد، زیبایی را نه‌تنها به خاطر خود آن، بلکه برای ایجاد فضیلت اخلاقی و مدنی در میان جمعیت شهری ترویج می‌کرد[۱]. طرفداران این فلسفه معتقد بودند که این زیباسازی می‌تواند نظم هماهنگ اجتماعی ایجاد کند که باعث افزایش کیفیت زندگی بشود، درحالی‌که منتقدان شکایت می‌کردند که این جنبش بیش‌ازحد با زیبایی‌شناسی (و نه اصلاحات اجتماعی) مرتبط است؛ جین جیکوبز این جنبش را (آیین طراحی معماری) نامید.

## تاریخچه

### منشأ و اثرات
این جنبش در ایالات‌متحده در واکنش به جمعیت زیاد مناطق استیجاری که در نتیجه نرخ بالای تولد، افزایش مهاجرت، و مهاجرت داخلی جمعیت روستایی به شهرها اتفاق افتاد بود، آغاز شد. این جنبش به مدت چندین دهه رونق گرفت و علاوه برساخت بناهای تاریخی، تأثیر زیادی بر برنامه‌ریزی شهری گذاشت که در سراسر قرن بیستم این تأثیر به‌ویژه در انجام پروژه‌های مسکن‌سازی در ایالات‌متحده پابرجا بود. جنبش (باغ شهر) در بریتانیا بر برنامه‌ریزی معاصر برخی از حومه‌های جدیدتر لندن تأثیر گذاشت و تأثیر متقابلی بین این دو موارد زیبایی‌شناسی (یکی بر اساس برنامه‌های رسمی ایجاد باغ و طرح‌های شهرنشینی بود و دیگری، با ویلاهای نیمه جداسازی شده فضای روستایی ایجاد می‌نمود) به وجود آمد.

### اصطلاحات معماری
سبک معماری خاص جنبش به‌طور عمده از معماری‌های معاصر هنرهای زیبا و نئوکلاسیک که بر ضرورت نظم، مجلل بودن و هماهنگی تأکید می‌کردند، وام گرفت.

### نمایشگاه جهانی کلمبیا
اولین ساخت شهر زیبا در مقیاس بزرگ در طول نمایشگاه جهانی کلمبیا در سال ۱۸۹۳ در شیکاگو اتفاق افتاد. برنامه‌ریزی نمایشگاه توسط معماری به نام دانیل برنهم انجام‌شده بود که معمارانی از شرق ایالات‌متحده و همچنین مجسمه‌ساز آگوستوس سینت گاودنز را برای ساخت بناهای هنرهای زیبا در مقیاس بزرگ که به‌طور مبهمی کلاسیک با ارتفاع کتیبه یکنواخت بودند، به کار گرفته بود. در این نمایشگاه، یک شهر مدل در مقیاس بزرگ به نام (شهر سفید) نمایش داده‌شده بود که دستگاه‌های حمل‌ونقل مدرن داشت و هیچ فقری در آن قابل‌مشاهده نبود. این نمایشگاه با انجام ساخت‌وسازهای بزرگ‌مقیاس این‌گونه بناها در معماری آمریکا در ۱۵ سال آینده اعتباربخشی شد. ریچموند که خیابانی با بنای یادبود در ویرجینیا است، جلوه‌ای از این مرحله اولیه هست.

### نمایشگاه خرید لوئیزیانا
محبوبیت آغازشده در نمایشگاه جهانی کلمبیا با نمایشگاه خرید لوئیزیانا در سنت لوئیس در سال ۱۹۰۴ افزایش یافت. نمایندهٔ معماران، معمار فرانسوی آمریکایی به نام امانوئل لوئیس ماسکوئیری را به‌عنوان مدیر طراحی نمایشگاه انتخاب نمود. ماسکوئیری که سه سال این منصب را برعهده‌گرفته بود، این ساختمان‌های زیبا را در غالب هنرهای زیبا طراحی نمود: کاخ کشاورزی؛ آبشارها و ستون‌ها؛ کاخ جنگلداری، ماهی و بازی؛ کاخ باغبانی؛ و کاخ حمل‌ونقل. همه این‌ها به‌طور گسترده‌ای در پروژه‌های شهری در سراسر ایالات‌متحده شبیه‌سازی شدند. ماسکوئیری که پس از افتتاح نمایشگاه در سال ۱۹۰۴ استعفا داده بود، توسط اسقف اعظم جان ایرلند سنت پل به مینه‌سوتا دعوت شد تا یک کلیسای جامع جدید برای شهر در سبک هنرهای زیبا نمایشگاه طراحی کند. دیگر معماران مشهور ساختمان‌های نمایشگاه، به‌ویژه کاس گیلبرت که موزه هنر سنت لوئیس (در اصل کاخ هنرهای زیبا نمایشگاه بود) را طراحی کرده بود، به‌طور مشابه ایده‌های شهر زیبای نمایشگاه را در طول حرفه خود به کاربردند.
طرح محوری مرکز خرید واشینگتن دی سی: بازتاب استخر و بنای لینکلن در محور مرکزی گسترش‌یافته‌است

### طرح مک میلان
استفاده اولیه از ایدهٔ شهر زیبا باهدف ایجاد نظم اجتماعی از طریق زیباسازی در طرح مک میلان (۱۹۰۲) که به نام سناتور میشیگان جیمز مک میلان نامیده شد، انجام شد. این طرح از طراحی مجدد گروه مجلس سنا و بنای مرکزی واشینگتن دی سی به مناسبت یادبود صدمین سالگرد شهر و انجام جنبه‌های تحقق‌نیافته طرح شهر پیر چارلز آل انسانت در یک قرن پیش ظهور یافت.
برنامه‌ریزان واشینگتن ازجمله برنهم، سینت گائودنز، چارلز مک کین از مک کین، دید، وایت، و فردریک لات الم ستد جی آر، از بسیاری از شهرهای بزرگ اروپا بازدید کرده بودند. آن‌ها امیدوار بودند بناهای سبز واشینگتن را مانند کشورهای اروپایی آن دوران بسازند؛ آن‌ها معتقد بودند که زیباسازی سازمان‌یافته توسط ایالات می‌تواند به دولت در طول زمان اختلالات اجتماعی در ایالات‌متحده مشروعیت ببخشد. ماهیت این طرح، کاپیتولاسیون ایالات‌متحده را با ساختمان‌های دولتی به‌یادماندنی به‌جای (جوامع انگشت‌نما) احاطه کرد. مرکزیت طرح، ایجاد بازار ملی بود و در نهایت ایستگاه اتحادیه برنهم را نیز شامل شد. اجرای این طرح توسط جنگ جهانی اول مختل شد، اما پس از جنگ از سر گرفته شد و منجر به ساخت بنای یادبود لینکلن در سال ۱۹۲۲ شد.
سن آنتونیو قبل از سال ۱۹۲۰ با تأسیس ریوروالک
یک خیابان مسکونی معمولی در کوردل گبلز میامی
ساختمان کاپیتولاسیون در دنور

### تأثیر بر دیگر شهرها
موفقیت فلسفه شهر زیبا در واشینگتن دی سی با تأثیر متعاقب بر برنامه‌های زیباسازی بسیاری از شهرهای دیگر ازجمله شیکاگو، بالتیمور، کلیولند، کلمبوس، دس موئین، دنور، مدیسون (با محور ساختمان کاپیتولاسیون در استیل استرت گرفته تا دانشگاه ویسکانسین کم پوس)، مونترال، نیویورک سی‌اتی (به‌ویژه ساختمان شهری منهتن)، فیلادلفیا (منطقهٔ موزهٔ بنجامین فرانکلین پارک‌وی بین تالار شهر فیلادلفیا و موزه هنر فیلادلفیا)، پیتسبورگ (منطقهٔ شنلی برگه در مجاورت پارک‌ها، موزه‌ها و دانشگاه‌های اوکلند)، سن آنتونیو، تگزاس (سن آنتونیو ریور)، سان فرانسیسکو (مرکز مدنی)، پردیس کاپیتولاسیون ایالت واشینگتن در المپیک و دانشگاه رینید ویستا واشینگتن در سیاتل اعتباربخشی شد. در ویلمینگتون، دلاور، آن الهام‌بخش ایجاد میدان رادنیو و ساختمان‌های مسکونی اطراف شد. در نیوهیون، جان راسل پاپ برنامه‌ای برای دانشگاه ییل ارائه نمود که مسکن‌سازی‌های زیر استاندارد را حذف کرده و مکان‌های فقیر شهری را به پیرامون شهر جابجا کرد. تحت تأثیر جنبش، کانزاس سی‌اتی، میسوری و دالاس، تگزاس، شروع به ایجاد پارک‌وی‌ها و پارک‌ها کردند [۳]. کوردل گبلز فلوریدا نمونه‌ای از شهر سازگار با فلسفه شهر زیبا است.

#### شیکاگو
طرح شیکاگو دانیل برنهم در سال ۱۹۰۹ به‌عنوان یکی از اسناد اصلی جنبش شهر زیبا در نظر گرفته می‌شود. در این طرح، مرکز شهر جدید و پویا، خیابان‌های محوری و یک نوار باشکوه از پارک تفریحی در کنار دریاچه شهر نشان داده‌شده‌است. از این‌ها، تنها پارک کنار دریاچه به میزان قابل‌توجهی اجراشده است.
در سال ۱۹۱۳، شهر شیکاگو گروهی با دستور (ساخت شیکاگوی زیبا) ایجاد نمود. به‌عنوان بخشی از این طرح، ایستگاه راه‌آهن پنسیلوانیا به سمت غرب شهر جابجا شد و ایستگاه مدرن جدید جایگزین آن شد [۴]. انجمن مالکان املاک غرب در میان کسانی بودند که به این امر اعتراض کردند. طبق گزارش‌ها شیکاگو میز خطابه، وکیل انجمن سیدنی آدلر از لوئی و آدلر اظهار نمود: به‌صورتی که در تصویر زیبای شهر زیبا دیده‌ام، فواره‌هایی در خیابان هست مدی سوت ساخته خواهد شد و شاعران در امتداد کلینتون قدم خواهند زد و ساکنان ساده‌لوح سمت غرب (پس از اتمام کار) قایق و پاروی خود را به آغوش زلال رودخانه شیکاگو انداخته و گیتار خواهند نواخت [۵].

#### کوردل گبلز
کوردل گبلز به‌عنوان حومه‌ای در میامی، فلوریدا در اوایل دهه ۱۹۲۰ توسط جورج ادگار مریک در طول رونق زمین فلوریدا در دهه ۱۹۲۰ طراحی شد و به‌طور کامل در طول جنبش شهر زیبا با ایجاد هرم‌ها، فواره‌ها و بناها در میدان خیابان‌ها، پارک‌ها و ساختمان شهر و اطراف شهر توسعه یافت. امروز، کوردل گبلز یکی از گران‌قیمت‌ترین جوامع حومه میامی است که مدت‌ها به خاطر مقررات منطقه بندی دقیق خود که عناصر شهر زیبا را همراه معماری احیای سبک مدیترانه (که در سراسر شهر رایج بود) حفظ می‌کرد، معروف بود. کوردل گبلز پارک‌ها و سایبان‌های درختی با جنگل‌های شهری بسیاری دارد که عمدتاً در دهه ۱۹۲۰ کاشته شدند.

#### دنور
در دنور کلرادو، شهردار رابرت دبلیو اسیر، برنامه‌ریزی شهر زیبا را تأیید کرد و طرحی برای مرکز هر در امتداد یک گردشگاه بزرگ ارائه شد که منجر به ایجاد کلرادو استیل کاپیتولاسیون شد. این طرح تا حدودی در مقیاس کاهش‌یافته محقق شد و سالن آمفی‌تئاتر یونان، بنای موورهئیز و کولوناد سی‌ویک بینیفاکتورز در سال ۱۹۱۹ تکمیل شدند. بنیاد اندر یو کارنگی بودجه کتابخانه عمومی دنور (۱۹۱۰) را فراهم کرد که به‌صورت معبد یونانی سه‌طبقه با ردیف ستون آیینی‌ای عظیم در سراسر آن طراحی شد و بود؛ در داخل آن قفسه‌های باز، یک گالری هنری و اتاق کودکان قرار داشت. آثار و مناظر از ویژگی‌های ضروری برنامه‌ریزی شهری شهر زیبا هستند: در دنور، مجسمه‌ساز آمریکایی آموزش‌دیده در پاریس فردریک مکمونیس برای طراحی بنایی به مناسبت پایان اسموکی سرسرا ترید مأموریت یافت. راهنمای هندی برنزی که او در نظر داشت در کمیته وتو شد و با سوارکار کیت کارتون جایگزین شد.

#### هریسنبورگ
در آغاز قرن بیستم، شور و شوق زیادی برای زیبا کردن جوامع در سراسر ایالات‌متحده وجود داشت. ساکنان محلی هریسنبورگ متقاعد شده بودند که در شهر باید تغییرات مترقی سازگار با موقعیتشان به‌عنوان مرکز ایالت اتفاق بیفتد. جنبش شهر زیبا در هریسنبورک زمانی آغاز شد که اصلاح‌طلب میرا لویید دام یک سخنرانی برای انجمن تجارت هریسنبورگ در ۲۰ دسامبر ۱۹۰۰ انجام داد. بخش‌هایی از هریسنبورگ در اواخر قرن نوزدهم طبق استانداردهای زندگی امروزی غیرقابل‌سکونت به نظر می‌رسیدند، چراکه فاضلاب خام رودخانه ساسکوئهانا و خیابان‌های آسفالت نشده شهر را آلوده کرده بود. با توجه به شرایطی که شهروندان هریسنبورگ در آن زندگی می‌کردند، گسترش بیماری یک رویداد رایج و تکراری بود. پس از فاجعه سرسرا کاپیتولاسیون سایر در سال ۱۸۹۷، هریسنبورگ به‌آرامی شروع به تغییر از یک شهر صنعتی غرق‌شده در لجن و کثافت به شهری زیبا (عمدتاً به دلیل ساخت کاپیتولاسیون ۱۹۰۶ که غرور مدنی را افزایش داد) کرد. دام با قصد به چالش کشیدن عمومی شرایط وحشتناک در هریسنبورگ شروع به کسب حمایت عمومی از تغییر کرد. سخنرانی دام (شهر زیبا) یا (بهبود خانه و شهر) نامیده شد و این نقطه شروع بهبود شهر شد. متحد معاصر و نزدیک دام در رابطه با زیباسازی شهری، جی هورا مک فارلند، رئیس انجمن مدنی آمریکا بود [۶]. این دو با همکاری با یکدیگر توانستند فرایند بهبود شهری در هریسنبورگ را با قانع کردن رهبران برجسته جامعه به اختصاص پول و با کسب حمایت اکثریت شهروندان به‌پیش ببرند. در ماه آوریل سال ۱۹۰۱، هریسنبورگ تلگراف که روزنامه شهر بود، مقاله‌ای در صفحه اول راجع‌به مشکلات شهر منتشر نمود. این مقاله بر پیام دام در مورد زیباسازی و تفریح، خیابان‌های آسفالت شده، آب پاکیزه، سالن شهر، زمین برای پارک‌ها و ره‌گیر فاضلاب در امتداد رودخانه تأکید کرده بود. ظرف ۱۵ سال پس از سخنرانی دام، تمام این پیشرفت و حتی بیشتر از ان اتفاق افتاد.

#### ممفیس
در ممفیس، گروه شهر زیبا رسماً توسط حکم شهری در تاریخ ۱ ژوئیه، ۱۹۳۰ تشکیل شد و اولین و قدیمی‌ترین گروه زیباسازی در کشور شد. آن زاییده افکار شهردار آقای ای او کرامت بود. این اولین گروه منصوب شد و هزینه‌های عملیاتی از هزار و پانصد دلار به بالا داشت. یک دفتر کوچک در باشگاه قرن نوزدهم تأسیس شد. خانم ای.جی. ویلینگهام به‌عنوان رئیس و خانم ویلیام بی فاولر به‌عنوان نایب رئیس انتخاب شدند. در سال ۱۹۳۵، پروژه ریورساید درایو مطرح شد. با هزینه‌ای حدود $ ۱٬۰۰۰٬۰۰۰ (وجوه عمدتاً از طرف WPA پرداخت شد)، گروه شهر زیبا مکان را با کرپ کایرتل، گل ارغوان، ماگنولیا، زغال‌اخته و گل سرخ پاول اسکار لت تزئین نمود. رزهای سفید در هر بخش پاسگان ریل کاشته شدند. در سال ۱۹۳۶، خانم ویلیام بی فاولر رئیس گروه شهر زیبا شد و مهروموم‌های زیادی در آن خدمت کرد. شهر زیبا تحت رهبری او رشد کرد و به‌زودی مجبور به نقل‌مکان به دفتر مرکزی بزرگ‌تر شد. از طریق تلاش‌های شهر زیبا، ممفیس عنوان تمیزترین شهر تنسی را در مهروموم‌های ۱۹۴۰، ۱۹۴۱، ۱۹۴۲، ۱۹۴۳، ۱۹۴۴، ۱۹۴۵ و ۱۹۴۶ به دست آورد. ممفیس هم‌چنین جایزه (تمیزترین شهر کشور) ارنستتی ترید را در مهروموم‌های ۱۹۴۸، ۱۹۴۹، ۱۹۵۰ و ۱۹۵۱ کسب کرد. در طول این زمان، داوطلبان در بخش‌ها و باشگاه‌های بلوک با عناوین رئیس بخش و کاپیتان بلوک سازمان‌دهی شده بودند. کارکنان شهر زیبا ۳۰ بازرس تا سال ۱۹۵۴ داشتند که در این سازمان‌ها برای شناسایی و بهبود خطاها فعالیت می‌کردند. ممفیس دفاتر تمیزسازی ملی، نقاشی و زیباسازی ثابت را در واشینگتن دی سی تأسیس نمود. در سال ۱۹۷۸، گروه سازمان‌دهی مجدد شد و بازرسان حذف شدند. در فوریه ۱۹۸۹، گروه به محل فعلی خود در مسی هاوس در ویکتوریان ویلیم نقل‌مکان کرد.

#### چالوس وردست استیتز
در دهه ۱۹۲۰، چالوس وردست استیتز به‌عنوان جامعه عالی برنامه‌ریزی‌شده توسط معمار برجسته چشم‌انداز آمریکایی، فردریک لات اولمستد تأسیس شد. این جامعه به‌عنوان یک (شهر زیبا) طراحی شد [۷]. یکی از ساختارهای اولیه آن، ساختمان مالاگا کاو پلازا است که به سبک مدیترانه‌ای محبوب در جنبش شهر زیبا طراحی شد.

## در استرالیا
هر دو شهرهای اروپا و آمریکای شمالی، مدل‌هایی برای جنبش شهر زیبا استرالیا ارائه نمودند. ترکیبی از عناصر تقریباً ۱۹۰۰ نیز بر جنبش تأثیر گذاشت:
- تصور می‌شد که استرالیا (کشوری که نسبتاً به‌تازگی اروپایی‌ها در آن سکونت یافته بودند) فرصت طراحی جامع و زیبای شهرها را ازدست‌داده‌است [۸].
- شهرهای استرالیا به‌عنوان فاقد زیبایی و غرور مدنی دیده می‌شدند [۸].
- فقدان ویژگی‌های معماری و تبلیغات گسترده خیابانی نیز مورد نگرانی بود. این به ماتریالیسم، بی‌حسی، کوتاه بینی، دخالت سیاسی و بی‌تفاوتی نسبت داده شد [۹].
- برنامه‌های شهر اتوپیایی نیز بر جنبش شهر زیبای استرالیا تأثیر گذاشت. به‌عنوان‌مثال، بریز بن بهتر توسط لوئیس اسکن توصیف شد و توسط لویید ریس با تأثیر پاریس نشان داده شد [۹].

بااین‌حال، شهر زیبا تنها به زیبایی‌شناسی مربوط نبود. کلمه (زیبایی) از فلسفه شهر زیبای آمریکا اقتباس شد که بدان معنی است که زیباسازی شهر باید عملیاتی نیز باشد. زیبایی که ارزش اقتصادی ثابت پیشرفت‌ها را نیز شامل می‌شود، بر برنامه‌ریزی شهری استرالیا تأثیر گذاشت [۸].
هیچ سازمان رسمی برای شهر زیبا برای هدایت این جنبش در استرالیا وجود نداشت؛ آن از ارتباطات حرفه‌ای‌ها و بوروکراتیک‌ها، به‌ویژه معماران برنامه‌ریز و اصلاح‌طلبان دولت محلی تأثیر پذیرفت [۸]. در اوایل عصر فدراسیون، چندین استرالیایی بانفوذ مصمم شدند که شهر خود را مترقی و رقابتی نمایند. آدلاید به‌عنوان یک نمونهٔ استرالیایی (مزایایی طرح جامع مدنی) با توجه به حلقه پارک‌های آن استفاده شد. مثلاً زیباسازی شهر هوارت به‌عنوان راهی برای افزایش محبوبیت شهر به‌عنوان یک مقصد توریستی در نظر گرفته شد [۸].

### کانبرا
والتر برلی گری فین از اصول شهر زیبا برای طراحی کانبرا استفاده نمود [۸]. گری فین تحت تأثیر (محورهای بزرگ و مناظر و کانون مرکزی قوی) واشینگتن [۱۰] و مراکز تخصصی آن قرار گرفت و چون معمار منظره بود، چشم‌انداز را برای تکمیل این طرح استفاده نمود [۱۱]. بااین‌حال، جان سلمان (طرفدار پیشرو) جنبش شهر زیبا در استرالیا بود و در سال ۱۹۲۱ کتاب (مقدمه‌ای بر برنامه‌ریزی شهری استرالیا) را نوشت [۱۰]. سلمان هر دو فلسفهٔ شهر زیبا و شهر باغ را در طرح‌های هندسی دستگاه‌های جاده کانبرا منعکس نمود. عرض پیاده‌روها کاهش و مناطق تحت پوشش گیاهی (مانند پوشش گیاهی حاشیه جاده‌ها) افزایش یافت [۱۲].

### ملبورن
برخی افراد، برنامه شبکه‌ای ملبورن را کسل‌کننده و خسته‌کننده می‌دانستند، بنابراین معمار ویلیام کمپ بل طرحی برای این شهر طراحی نمود. مهم‌ترین اصل طرح، خیابان‌های مورب بود که مکان‌هایی برای معماری جدید و جامع و ساختمان‌های خاص در نظر گرفته بود. طرح‌های پاریس و واشینگتن الهام‌بخش عمده‌ای برای این طرح بودند [۹].

### شهر زیبا در استرالیای امروز
جنگ جهانی اول باعث طولانی شدن فرایند جنبش شهر زیبا در استرالیا شد و بناهای بیشتری به نسبت کشورهای دیگر ساخته شد. اگرچه شهر زیبا یا برنامه‌ریزی هنری بخشی از برنامه‌ریزی شهر جامع شد، رکود بزرگ دهه ۱۹۳۰ تا حد زیادی این مد را پایان داد [۹]. بااین‌حال، در حال حاضر در استرالیا، بسیاری از خیابان‌ها با درختان پوشیده شده و چشم‌انداز افق منظم ایجادشده است. این عمدتاً نتیجه فلسفه شهر زیبا بوده‌است.